# PT-Mi-K
PT-Mi-K (cz. Protitanková mina kovová) – czechosłowacka przeciwgasienicowa mina przeciwpancerna.
Mina PT-Mi-K ma korpus wykonany z blachy stalowej. Wewnątrz korpusu umieszczone jest 5 kg materiału wybuchowego. Zapalnik znajduje się w centralnej części miny. Zamiast klasycznej płyty naciskowej zapalnika zastosowano okrągłą kratę wykonaną z płaskowników co w dużym stopniu chroni minę przed falą uderzeniową wybuchów ładunków wydłużonych, czy ładunków jądrowych. Wybuch powoduje nacisk 330-450 kg. Mina PT-Mi-K jest miną nieusuwalną. Ustawioną można rozbroić przez wykręcenie zapalnika, ale próba jej usunięcia z miejsca w którym została postawiona powoduje detonację.